# Cryptopygus scapellifer
Cryptopygus scapellifer är en urinsektsart som först beskrevs av Hermann Gisin 1955.  Cryptopygus scapellifer ingår i släktet Cryptopygus, och familjen Isotomidae. Arten är reproducerande i Sverige.